# Агеєв В'ячеслав Ігорович
В'ячесла́в І́горович Аге́єв — підполковник Повітряних сил Збройних сил України, учасник російсько-української війни, що відзначився у ході російського вторгнення в Україну. Герой України.

## Життєпис
Під час російського вторгнення в Україну служить керівником зенітного ракетного дивізіону у складі Повітряних сил Збройних сил України. У травні 2023 року підрозділ під керівництвом В'ячеслава Агеєва вперше знищив балістичну ціль. Під час масованих ворожих ударів його зенітний ракетний дивізіон знищив велику кількість повітряних цілей противника, серед яких — балістичні та крилаті ракети, а також БпЛА.

## Нагороди
- Звання Герой України з врученням ордена «Золота Зірка» (8 лютого 2024) — за особисту мужність і героїзм, виявлені у захисті державного суверенітету та територіальної цілісності України, самовіддане служіння Українському народові[2];
- Орден Богдана Хмельницького II ст. (14 червня 2023) — за особисту мужність, виявлену у захисті державного суверенітету та територіальної цілісності України, самовіддане виконання військового обов'язку[3].
- Орден Богдана Хмельницького III ст. (26 лютого 2023) — за особисту мужність і самовідданість, виявлені у захисті державного суверенітету та територіальної цілісності України, вірність військовій присязі[4].